# سفارت لتونی در واشینگتن
سفارت لتونی در واشینگتن (به انگلیسی: Embassy of Latvia) یک سفارت در ایالات متحده آمریکا است که در واشینگتن، دی.سی. واقع شده‌است.